# Маклаван-е-Бала
Маклаван-е-Бала (перс. ماكلوان بالا) — село в Ірані, у дегестані Сардар-е-Джанґаль, у бахші Сардар-е-Джанґаль, шагрестані Фуман остану Ґілян. За даними перепису 2006 року, його населення становило 796 осіб, що проживали у складі 209 сімей.

## Клімат
Середня річна температура становить 14,08 °C, середня максимальна – 28,18 °C, а середня мінімальна – -0,66 °C. Середня річна кількість опадів – 681 мм.
| Клімат поселення                              | Клімат поселення | Клімат поселення | Клімат поселення | Клімат поселення | Клімат поселення | Клімат поселення | Клімат поселення | Клімат поселення | Клімат поселення | Клімат поселення | Клімат поселення | Клімат поселення | Клімат поселення |
| Показник                                      | Січ.             | Лют.             | Бер.             | Квіт.            | Трав.            | Черв.            | Лип.             | Серп.            | Вер.             | Жовт.            | Лист.            | Груд.            |                  |
| Середній максимум, °C                         | 10,74            | 11,40            | 12,71            | 17,51            | 20,89            | 26,58            | 28,18            | 28,01            | 23,20            | 20,71            | 16,92            | 12,33            |                  |
| Середня температура, °C                       | 5,04             | 5,70             | 7,00             | 11,81            | 15,21            | 20,87            | 23,84            | 23,67            | 18,83            | 16,37            | 12,58            | 7,98             |                  |
| Середній мінімум, °C                          | −0,66            | 0,02             | 1,32             | 6,12             | 9,50             | 15,18            | 19,49            | 19,32            | 14,49            | 12,01            | 8,22             | 3,63             |                  |
| Норма опадів, мм                              | 67               | 56               | 66               | 60               | 38               | 23               | 12               | 27               | 59               | 88               | 74               | 111              |                  |
| Середньомісячна швидкість вітру, м/с          | 2.20             | 2.30             | 2.40             | 2.32             | 2.20             | 2.34             | 2.58             | 2.33             | 2.02             | 2.03             | 1.90             | 1.94             |                  |
| Середньомісячна сонячна радіація, кДж/м²·день | 6999             | 9221             | 11321            | 15858            | 19878            | 22475            | 23250            | 19897            | 16308            | 11268            | 8724             | 6741             |                  |
| --------------------------------------------- | ---------------- | ---------------- | ---------------- | ---------------- | ---------------- | ---------------- | ---------------- | ---------------- | ---------------- | ---------------- | ---------------- | ---------------- | ---------------- |
| Джерело:                                      |                  |                  |                  |                  |                  |                  |                  |                  |                  |                  |                  |                  |                  |